# Дитячий кістково-туберкульозний санаторій імені Олександра Волкенштейна
Дитячий кістково-туберкульозний санаторій імені Олександра Волкенштейна — санаторій для дітей з порушенням опорно-рухового апарату у Полтаві. Санаторій відкрито на початку 1920-х років. У 1925 році за постановою Полтавського окрвиконкому санаторію було присвоєне ім'я громадського діяча, полтавського лікаря Олександра Волкенштейна. У роки німецько-радянської війни пацієнти санаторію були частково евакуйовані, але важкохворі діти залишились на лікуванні в Полтаві. У 1943 році лікувальний заклад перестав носити ім`я Олександра Волкенштейна  та пізніше  був перепрофільований. Розміщений на вулиці Садовій, 26.